# Lipce
Lipce so vas v Občini Jesenice. Kraj leži ob Savi Dolinki, stisnjen med breg akumulacijskega jezera hidroelektrarne Moste in gorenjski krak avtoceste A2, ki ima tu izvoz.